# Fuente del León (Játiva)

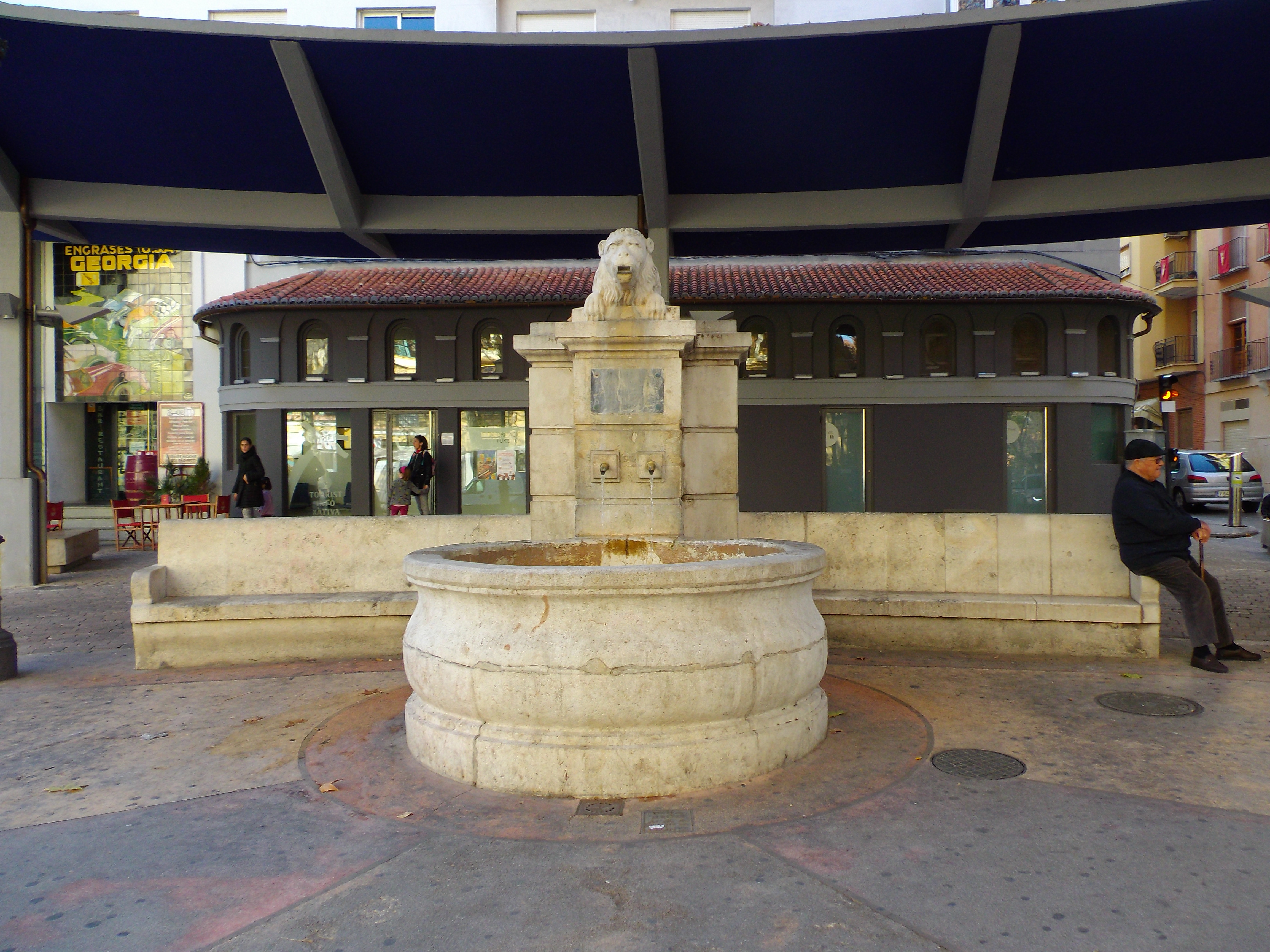
Fuente del León.

La Fuente del León (en valenciano, Font del Lleó) es una fuente de principios del siglo XIX, situada en el centro de la ciudad de Játiva, en la provincia de Valencia, muy cerca del ayuntamiento. La fuente tiene situada encima la figura de un león, que junto a dos caños más, situados justo debajo, dejan caer tres chorros de agua sobre una gran balsa circular.

## Historia
La construcción de la Font del Lleó data de 1818 y originalmente estaba adosada al Portal del mismo nombre, Portal del Lleó, también conocido como Portal Nou (Portal Nuevo) o de les Monges (de las Monjas).
El lugar fue cita de recepciones oficiales de visitas principescas y de personajes representativos, como demuestra la placa conmemorativa a Fernando VII que podemos ver bajo la figura del León, hecha de mármol negro.